# Langbeiniges Mausohr
Das Langbeinige Mausohr (Myotis volans) ist eine Fledermausart aus der Familie der Glattnasen (Vespertilionidae), welche in Nordamerika beheimatet ist.
Der Artname leitet sich vom Lateinischen „volans“ (=fliegen) ab.

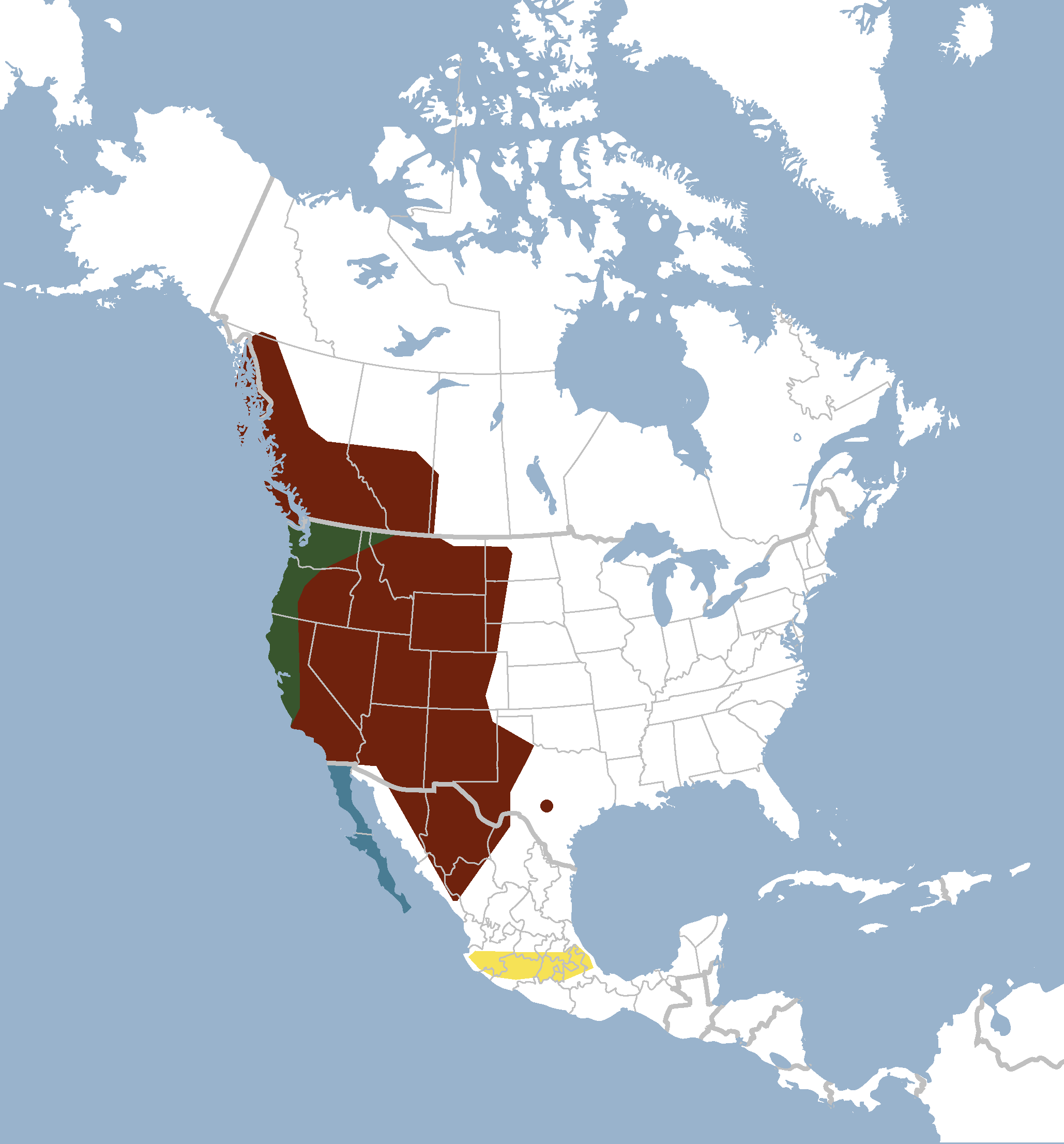
Verbreitung von Myotis volans mit farblich abgesetzten Unterarten

## Beschreibung
Die Gesamtlänge des Langbeinigen Mausohrs beträgt 83–106 mm, die Unterarmlänge 37–41,2 mm und die Flügelspannweite im Schnitt 267,4 mm. Der Tragus ist 6–8 mm lang und spitz zulaufend. Die Fellfarbe ist variabel grau-braun mit rötlicher oder schwarzer Tönung am Rücken und einem helleren Bauch. Flughaut und Ohren sind schwarz. Das Langbeinige Mausohr unterscheidet sich von allen anderen nordamerikanischen Fledermäusen durch die kurzen runden Ohren, die nach vorne gelegt nicht bis zu den Nasenlöchern reichen, die kleinen Füße (etwa 41 % der Tibialänge) und einem stark geschwungenen Calcar. Andere Arten mit einem geschwungenen Calcar (M. leibii und M. californicus), die im selben Gebiet vorkommen wie das Langbeinige Mausohr, sind wesentlich kleiner. Auf der Unterseite der Flughaut reicht die Behaarung bis zu einer imaginären Linie zwischen Ellbogen und Knie. Obwohl auch andere Mausohren eine behaarte Flughaut haben können, ist die des Langbeinigen Mausohrs besonders lang, dicht und stark ausgeprägt. Die Kleine Braune Fledermaus (M. lucifugus), M. velifer und M. yumanensis besitzen keinen geschwungenen Calcar und keine dichte Behaarung der Flügelunterseite.

## Lebensweise
Das Langbeinige Mausohr ist wie die meisten Fledermäuse nachtaktiv und ernährt sich von Insekten. Zu den bevorzugten Beutetieren gehören Motten, Fliegen (Diptera), Termiten (Isoptera), Netzflügler (Neuroptera), Wespen (Hymenoptera), Schnabelkerfen (Hemiptera), Gleichflügler (Homoptera) und kleine Käfer (Coleoptera). Auf Futtersuchflügen erreicht das Langbeinige Mausohr eine Geschwindigkeit von 15–17 km/h. Die dabei ausgestoßenen Echoortungsrufe bewegen sich zwischen 89 und 40 kHz und sind somit für das menschliche Ohr nicht wahrnehmbar.
Man findet das Langbeinige Mausohr vor allem in Nadelwäldern, jedoch auch in Flusslandschaften und sogar in wüstenartigen Gebieten. Tagsüber versteckt sich die Art in verlassenen Gebäuden, in Felsspalten und unter loser Baumrinde. Für den Winterschlaf werden Höhlen und Mienen genutzt. Das Langbeinige Mausohr ist bis zu einem Temperaturminimum von 12 °C aktiv und daher relativ kältetolerant.
Die Paarung findet im August und September statt, wobei das Weibchen die Spermien über den Winter einlagert. Nach dem Eisprung im Frühling zwischen März und Mai wird die Eizelle dann befruchtet. Die Jungen werden zwischen Mai und August geboren. Von Beringungsdaten weiß man, dass Vertreter dieser Art über 21 Jahre alt werden können.

## Verbreitung und Lebensraum
Das Langbeinige Mausohr kommt im Westen Kanadas, der Vereinigten Staaten und in Mexiko vor. Im Osten reicht ihre Verbreitung bis Nord-Dakota, Süd-Dakota, Nebraska, Colorado und Texas. Ihr Bestand wird von der IUCN dank des weiten Verbreitungsgebiets als ungefährdet eingestuft.